# Barge de Tamar

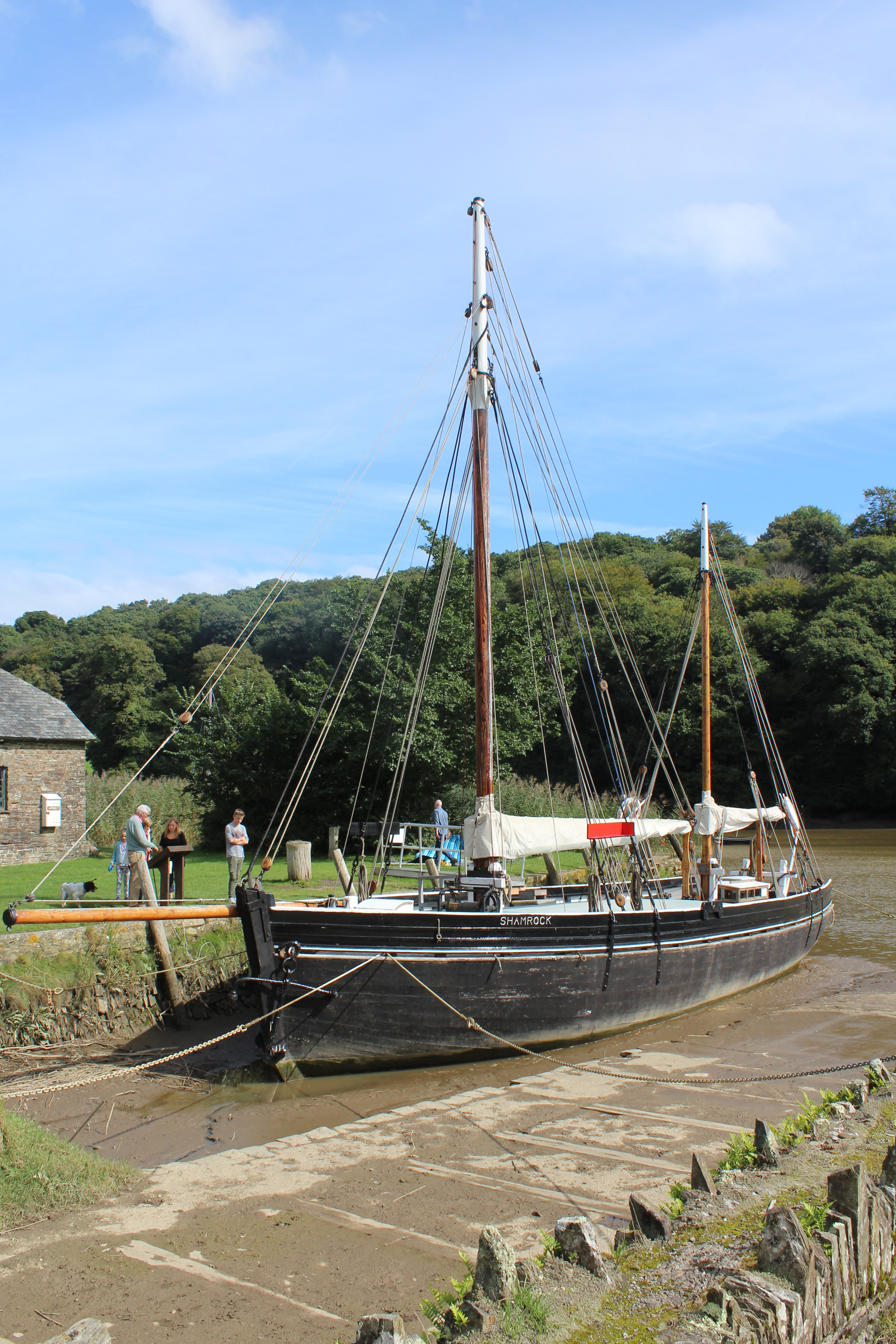
Shamrock à Cotehele Quay (Cornouailles)

Une barge de Tamar est un type de voilier à un ou deux mâts, conçu pour transporter des marchandises (jusqu'à 32 tonnes) autour de la rivière Tamar et de la côte sud des Cornouailles au XIXe siècle. 

## Historique
Les barges de Tamar sont fabriquées au XIXe siècle dans la vallée de Tamar par des constructeurs de bateaux tels que James Goss de Calstock et Frederick Hawke de Stonehouse à Plymouth.

## Barges de Tamar encore existantes
Il ne reste que deux barges de Tamar, toutes deux ont été presque entièrement restaurées :
- Shamrock, construit en 1899 par Frederick Hawke, ouvert aux visiteurs à Cotehele Quay[2]. Le navire subit actuellement d'importantes réparations en raison d'un manque d'entretien qui a entraîné la propagation de moisissures et de pourriture dans les bois. Le National Trust a lancé une campagne de financement pour payer les réparations du navire historique[3].
- Lynher, construit en 1896 par James Goss. Le bateau est classé de la flotte historique nationale[4], c'est un navire privé, amarré à Cremyll.

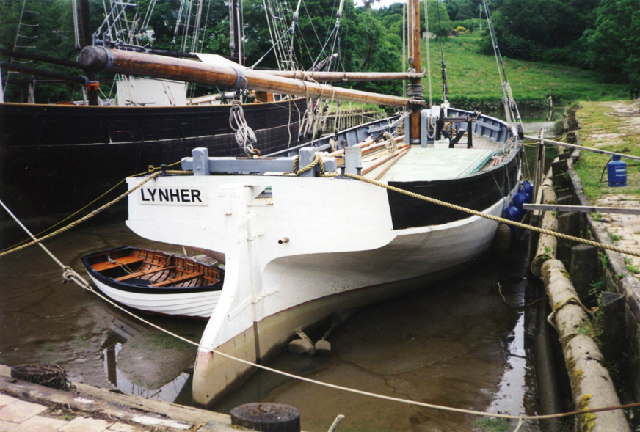
Morwellham, péniche

- a flotte historique nationale[4].